# Ле Жён, Поль
Поль Ле Жён (фр. Paul Le Jeune; июль 1591, Витри-ле-Франсуа — 7 августа 1664, Париж) — французский иезуит и миссионер XVII века, первым описавший Канаду в «Реляциях иезуитов».

## Биография
Ле Жён родился в семье гугенотов в Витри-ле-Франсуа в 1591 году, и обратился в католицизм в возрасте шестнадцати лет. Во время учёбы Ле Жён проявил большой интерес к миссиям и убедился, что образование является ключевым элементом любой успешной попытки распространения христианства.
В 1624 году Ле Жён был рукоположён, а в 1632 году он был назначен начальником миссии иезуитов в Канаде.